# Ліга Алеф
Ліга Алеф (іврит: ליגה אלף) — третій за силою футбольний дивізіон Ізраїлю.

## Історія
Лігу Алеф було створено в сезоні 1949/50 років, через рік після здобуття країною незалежності. Однак фінансова криза та військові дії призвели до пропуску сезону 1950/51. У сезоні 1951/52 ліга відновила функціонування та отримала назву Ліга Алеф. Наступний сезон також був пропущений, і тільки у сезоні 1953/54 змагання поновились.
У сезоні 1955/56 Національна ліга (Ліга Леуміт) отримала статус вищого дивізіону, тому Ліга Алеф стала другим за силою дивізіоном.
Влітку 1976 після реструктуризації Ліга Арцит стала другим дивізіоном, а Ліга Алеф — третім. У 1999 вищим дивізіоном стала Прем'єр-ліга, другим — Національна ліга, а Ліга Алеф залишилась третім за силою дивізіоном.

## Структура
На сьогоднішній день Ліга Алеф розбита на 2 регіональних піддивізіони, Південний та Північний. У кожному дивізіоні по 16 клубів.
Переможці піддивізіонів отримують путівку до Національної ліги. Команди, що посіли другі місця, грають між собою плей-оф, переможець якого отримує право зіграти за путівку до Національної ліги з командою, що посіла там 14-е місце.
Команди, що посіла останні місця, переводяться до четвертого за силою дивізіону — Ліги Бет.